# Eukiefferiella asamaquinta
Eukiefferiella asamaquinta är en tvåvingeart som beskrevs av Sasa 1991. Eukiefferiella asamaquinta ingår i släktet Eukiefferiella och familjen fjädermyggor. Inga underarter finns listade i Catalogue of Life.